# Artur Văitoianu
Artur o Arthur Văitoianu (Izmail, 14 de abril de 1864-Bucarest, 17 de junio de 1956) fue un militar rumano que sirvió como primer ministro de Rumanía casi tres meses en 1919 (del 29 septiembre al 4 diciembre). Durante su mandato se celebraron las primeras elecciones de la Gran Rumanía formada tras la Primera Guerra Mundial.

## Comienzos
Nacido en Izmail, Besarabia —actualmente parte de Ucrania—, ascendió en el ejército rumano y, durante la Primera Guerra Mundial combatió en la batalla de Mărăşti al frente del Segundo Cuerpo.

### Primer ministro
Ministro de Guerra e Interior en el gabinete de Ion Brătianu, pasó a presidir el Gobierno cuando el anterior gabinete dimitió por la negativa de la Entente a entregar a Rumanía los territorios prometidos en 1916 por su entrada en el conflicto —aduciendo que Rumanía había firmado una paz por separado con las Potencias Centrales, el Tratado de Bucarest, el año anterior—. La tensión con las potencias de la Entente hizo que ningún representante rumano firmase el Tratado de Saint-Germain-en-Laye con Austria el 12 de septiembre de 1919 y precipitó al dimisión de Brătianu dos días más tarde. Văitoianu le sucedió al frente de la Presidencia del Gobierno el 29 del mismo mes.
Văitoianu asumió el cargo cuando las tropas rumanas se hallaban en plena campaña en Hungría, donde luchaban contra la recién proclamada República Soviética Húngara. El Consejo Supremo de Guerra de las Fuerzas Aliadas dio a Rumania un ultimátum, otorgándole ocho días para la retirarse de Budapest a la frontera provisional establecida por la Conferencia de Paz de París, poner fin a la confiscación de propiedades en Hungría, así como para firmar la paz con Austria y acatar el acuerdo de garantías de derechos de las minorías en toda la extensión de la nueva Gran Rumanía. El gobierno Văitoianu se negó a cumplir con las exigencias y presentó su dimisión el 30 de noviembre, dejando paso al bloque formado en el Parlamento por el Partido Nacional Rumano de Transilvania y el Partido Campesino del antiguo Reino de Rumanía que formó un nuevo gobierno con Alexandru Vaida-Voevod a la cabeza, que pronto accedió a las exigencias de los Aliados.

### Carrera posterior
Más tarde Văitoianu fue un miembro destacado del Partido Nacional Liberal-Bratianu durante gran parte de su carrera política.
Artur Văitoianu está enterrado en la cripta de los Héroes en Mărășești. 